# ウラン238
ウラン238（uranium-238、238U）とはウランの同位体の一つ。ウラン238は中性子が衝突するとウラン239となる。ウラン239は不安定でβ-崩壊しネプツニウム239になり、さらにβ-崩壊（半減期2.355日）しプルトニウム239となる。
天然のウランの99.284%がウラン238である。半減期は4.468 × 109年（44億6800万年）。劣化ウランはほとんどがウラン238である。濃縮ウランは天然ウランを濃縮して、よりウラン235の濃度を高めたものである。
ウラン238は核兵器や原子力発電と関係がある。

## 核兵器との関係
通常、ウラン238は、中性子の捕獲率が高く、それは結果としてウラン235の核分裂反応を妨げる。そのため、兵器級(Weapon-Grade)濃縮ウランを製造する際には、ウラン238の割合が低くなるように配慮される。広島に投下された原子爆弾ではウラン235が80%、ウラン238が20%であった。
ただし、ウラン238も高速中性子にさらされると核分裂反応が起こる。そのため、水素爆弾やその派生である3F爆弾では、核融合反応を発生させるためのX線の反射材として、また核融合で発生する高速中性子と反応させるブースターとして、より多くの核融合反応を進めるのに必要な圧力を一時的に閉じ込める大密度外殻のタンパー材として兼用する形で使用される（後にはこの用途に、より核分裂反応を起こし易いウラン235を使う事が増えている）。
1958年1月から2月にかけて、東京都内において放射性物質を含む雨が観測され、この中からウラン238が日本で初めて検出された。ソビエト連邦が行った水爆実験の影響と見られている。

## 原子力発電との関係
軽水炉による原子力発電においては低濃縮ウランが用いられるが、ウラン238が中性子照射によって核種変換されて生じるプルトニウムはそのまま核分裂してエネルギー生成に寄与する。高速増殖炉においてはウラン238はブランケット燃料として炉心に装荷されプルトニウムを生成するのに使われる。

## 対称核分裂
ウランの同位体の中で、唯一ウラン238のみが対称核分裂する。対称核分裂とは、ウラン238の場合、ウランの原子番号92番の真半分の原子番号46番パラジウム2個に分裂することを言う。また、その分裂した2個の原子の番号が真半分に近い値であり、その2つの原子番号の和が元の原子の番号と等しい場合、非常に対称性の高い核分裂と言える。
対称核分裂は、励起エネルギーと共に増えることや、その生成物が核分裂連鎖反応の傾向の一つであることが知られている。

## ウラン238を冠した玩具
1950年、アメリカ合衆国で子供向け玩具「ギルバートのU-238原子力研究室」が発売された。実際に放射性物質が使われていたため後日回収、シカゴ科学産業博物館に展示された。